# BBVA
Banco Bilbao Vizcaya Argentaria, позната като BBVA, е голяма международна банкова институция. Това е втората по големина банка в Испания.

## Дейност
Образувана е през 1999, след сливането на Banco Bilbao Vizcaya и Argentaria, две от големите банки в Испания. Има доминираща позиция в Латинска Америка и силно присъствие в Южна Европа (особено в Италия и Португалия).
Днес банката има 109 305 служители (2013) и пазарна капитализация от над 61 милиарда евро. Oперативната и печалба за 2009 е 10.19 милиарда евро. Плановете за по-нататъшно разрастване на операциите са насочени към азиатския пазар и САЩ. За целта през 2005, BBVA, закупува няколко тексаски банки, а през 2007 Compass Bancshares, оперираща в Калифорния, Тексас, Аризона и Алабама. Създадената дъщерна компания BBVA Compass се превръща в най-голямата банкова институция в южните щати и е база за по-нататъшно навлизане на американския пазар.

## Спонсорства
От сезон 2008 – 2009, банката е основен спонсор на футболното първенство на Испания Примера дивисион, на което дава и името си (Liga BBVA).
От 2010 е спонсор и на NBA, като официална банка срещу 100 милиона $ на сезон.